# Brutus (Michel-Ange)
Pour les articles homonymes, voir Brutus.
Brutus (Bruto en italien) est une sculpture de Michel-Ange, conservé au musée national du Bargello.

## Histoire
L'œuvre a probablement été sculptée pour le cardinal Niccolò Ridolfi en 1539. Alors qu'il travaille sur le Jugement Dernier, Michel-Ange commence la réalisation d'un buste de Brutus, sans doute à la suggestion de Donato Giannotti, défenseur de Florence durant le siège de la ville en 1529 et au service du cardinal Niccolò Ridolfi, opposant très virulent à la famille des Médicis. Ce sont sans doute ses liens avec les membres exilés des grandes familles florentines qui ont amené Michel-Ange à réaliser le portrait de Brutus, dont la figure est glorifiée parmi ces cercles républicains opposés aux Médicis. La figure de l'illustre citoyen qui débarrassa Rome du tyran est célébrée parce qu'elle renvoie à l'assassinat du duc Alexandre en 1537 par son cousin Lorenzino, mettant l'emphase sur le côté libérateur de cet acte.
À la mort de Michel-Ange, le buste est acquis par le grand-duc François de Médicis qui y fit rajouter une inscription, expliquant le caractère inachevé de l’œuvre : Michel-Ange aurait décidé d'abandonner le buste lorsqu'il comprit qu'il célébrait par là un assassinat. Que cette inscription reflète la réalité historique, ou soit un moyen pour les Médicis de contrer la puissance subversive de l’œuvre, il est difficile de trancher ; on sait toutefois que Michel-Ange garda le buste inachevé, avant de le donner à Tiberio Calcagni.

## Description
Comme l'écrit Linda Murray : " Le buste s'inspire des bustes impériaux romains, dont il existait de nombreux exemples à Rome. Le profil est noble et volontaire mais, vu de face, le visage, reposant sur son cou puissant, et empreint d'une certaine lourdeur. Cette ambivalence sans doute voulue est accentuée par l'inachèvement de l’œuvre." Il est également à noter que Tiberio Calcagni travailla également sur le drapé de la sculpture, sans doute après que Michel-Ange lui en ait fait don.

## Analyse
Michel-Ange avait des idées profondément républicaines. Après le retour des Médicis au pouvoir, il décide de déménager pour toujours à Rome. Son ami, Donato Giannotti, l'avait inspiré pour ses écrits anti Médicis. Le personnage de Brutus est sculpté de manière glorifiante : il est représenté comme le défenseur des valeurs républicaines et le meurtrier de César. Il s'attarde sur l'expression du visage, le reste du corps est à peine ébauché.

## Sources
(it) Milena Magnano, Michel-Ange, Mondadori, 2012, 189 p. (ISSN 1825-2257)